# Trichonius minimus
Trichonius minimus là một loài bọ cánh cứng trong họ Cerambycidae.